# Little Bit
Little Bit è il singolo che anticipa l'album Youth Novels della cantante Lykke Li. Prodotto da Björn Yttling dei Peter Bjorn and John e co-prodotto da Lasse Mårtén, il singolo è stato pubblicato in Svezia il 24 settembre 2007.

## Tracce
Swedish iTunes EP e CD singolo promozionale
1. "Little Bit" – 4:34
2. "Everybody but Me" – 3:17
3. "Time Flies" – 3:15

Swedish limited edition 10" single
A1. "Little Bit" – 4:34
B1. "Everybody but Me" – 3:17
B2. "Time Flies" – 3:15
U.S. EP
1. "Little Bit" – 4:41
2. "Dance, Dance, Dance" – 3:43
3. "Everybody but Me" – 3:18
4. "Time Flies" – 3:22

UK iTunes EP
1. "Little Bit" – 4:35
2. "Little Bit" (Loving Hand Remix) – 9:26
3. "Little Bit" (CSS Remix) – 4:40
4. "After Laughter" – 3:40

UK promo CD single
1. "Little Bit" – 4:34
2. "Dance, Dance, Dance" – 3:42

UK limited edition 7" single
A. "Little Bit" – 4:34
B. "Dance, Dance, Dance" – 3:42
UK 12" single
A1. "Little Bit" (Loving Hand Remix) – 9:26
B1. "Little Bit" (CSS Remix) – 4:40
B2. "Little Bit" (Staygold's Skansen Remix)

## Classifiche
| Chart (2008)     | Peak position |
| ---------------- | ------------- |
| Belgio (Fiandre) | 9             |
| Svezia           | 20            |